# Dominique Chateau
Pour les articles homonymes, voir Château (homonymie).
Dominique Chateau, né le 18 août 1948 à Vincennes, est un philosophe français. Il a rédigé de nombreux ouvrages et articles en esthétique, philosophie de l'art et en études cinématographiques.

## Biographie
Professeur, il enseigne à l'Université Paris-I Panthéon-Sorbonne depuis 1974 la philosophie de l'art, l'esthétique et les études cinématographiques. 

## Ouvrages
- Nouveau cinéma, nouvelle sémiologie : essai d'analyse des films d'Alain Robbe-Grillet (avec François Jost), Paris, [Union générale d'éditions], 1979.

- Avec le Centre culturel international de Cerisy-la-Salle, Cinémas de la modernité : films, théories, colloque de Cerisy, Paris, Klincksieck, 1981.
- Le cinéma comme langage, Bruxelles ; [Paris] : Éditions AISS-IASPA ; Publications de la Sorbonne, Atelier de création et d'études vidéographiques, 1986.
- La philosophie de l'art comme synthèse critique, [S.l.: s.n.], 1987.

- Avec le Centre national de la cinématographie (France), Le statut actuel du téléfilm : rapport au Centre National de la Cinématographie, France: s.l., 1991.
- Avec l'Université Paris-I Panthéon-Sorbonne et l'Université de Provence, Les arts plastiques à l'université : Université d'été à Aix-en-Provence, 3 au 8 septembre 1992, Aix-en-Provence, Publications de l'université de Provence, 1993.
- Citizen Kane : Orson Welles, Limonest: L'Interdisciplinaire, 1993.
- La question de la question de l'art : note sur l'esthétique analytique : Danto, Goodman et quelques autres, Saint-Denis: Presses universitaires de Vincennes, 1994.
- À propos de "La critique", Paris, L'Harmattan, 1995.
- Critique & théorie, Paris, L'Harmattan, 1996.
- Le bouclier d'Achille : théorie de l'iconicité, Paris ; Montréal : l'Harmattan, 1997.
- L'héritage de l'art : imitation, tradition et modernité, Paris, Harmattan, 1998.
- L'art comme fait social total, Paris, L'Harmattan, 1998.
- Duchamp et Duchamp, Paris, L'Harmattan, 1999.
- Arts plastiques : Archéologie d'une notion, Nîmes: Chambon, 1999.
- Arts et multimédia : l'œuvre d'art et sa reproduction à l'ère des médias interactifs, Paris, Publications de la Sorbonne, 1999.

- Qu'est-ce que l'art?, Paris, Harmattan, 2000.
- Les Sciences de l'art en questions, Paris, L'Harmattan, 2000.
- La philosophie de l'art, fondation et fondements, Paris, Harmattan, 2000.
- Épistémologie de l'esthétique, Paris, L'Harmattan, 2000.
- Eisenstein: l'ancien et le nouveau : Colloque de Cerisy, [11 - 18 juillet 1998], Paris, Publ. de la Sorbonne, 2001.
- Représentation et modernité : travaux de doctorants en esthétique de l'École doctorale arts plastiques, esthétique et sciences de l'art, Paris, Publications de la Sorbonne, 2003.
- John Dewey et Albert C. Barnes : philosophie pragmatique et arts plastiques, Paris, L'Harmattan, 2003.
- Cinéma et philosophie, Paris, Nathan, 2003.
- Sartre et le cinéma, Biarritz, Atlantica, 2005.
- Avec le Fonds Régional d'Art Contemporain Bretagne., L'œuvre d'art contemporain et sa médiation, Châteaugiron: Pôle de Ressources Arts Plastiques de Bretagne, 2005.
- Esthétique du cinéma, Paris, Colin, 2006.
- Sémiotique et esthétique de l'image : théorie de l'iconicité, Paris, L'Harmattan, 2007.
- L'autonomie de l'esthétique : Shaftesbury, Kant, Alison, Hegel et quelques autres, Paris, L'Harmattan, 2007.
- Esthétiques de la nature, Paris, Publications de la Sorbonne, 2007.
- Qu'est-ce qu'un artiste ?, Rennes: Presses universitaires de Rennes, 2008.
- Philosophie d'un art moderne : le cinéma, Paris, L'Harmattan, 2009.

## Contributions
- Pour la photographie III : la vision non photographique, Germs, sous la dir. de Ciro Giordano Bruni, 1990